# Лунар Орбитър
Програмата Лунар Орбитър е серия от 5 непилотирани лунно орбитиращи мисии изстреляни от САЩ през 1966 и 1967 година с цел да картографират лунната повърхност преди да се приземи Аполо.
Всички пет мисии са били успешни и 99% от повърхността на Луната е била снимана с резолюция 60 m или по-добра. Първите три мисии са били посветени на снимането на 20 потенциални места за прилуняване на Луната, избрани на основата на наблюдения направени от Земята. Те са били с ниска инклинация. Четвъртата и петата мисия са били посветени на широки научни цели и са прелитали на голяма височина над полярните орбити. Лунар Орбитър 4 фотографира цялата близка страна и 95% от далечната страна, а Лунар Орбитър 5 завършва покриването на далечната страна и снима снимки със средна (20 m) и висока (2 m) резолюция на 36 предварителни избрани зони.

## Мисии от програмата
- Лунар Орбитър 1

- Изстрелян на 10 август 1966
- Заснел Луната: От 18 август до 20 август 1966
- Мисия за оглеждане на приземяваща площадка за Аполо

- Лунар Орбитър 2

- Изстрелян на 6 ноември 1966
- Заснел Луната: От 18 ноември до 25 август 1966
- Мисия за оглеждане на приземяваща площадка за Аполо

- Лунар Орбитър 3

- Изстрелян на 5 февруари 1967
- Заснел Луната: От 15 до 23 февруари 1967
- Мисия за оглеждане на приземяваща площадка за Аполо

- Лунар Орбитър 4

- Изстрелян на 4 май 1967
- Заснел Луната: От 11 до 26 май 1967
- Картографиране на лунната повърхност

- Лунар Орбитър 5

- Изстрелян на 1 август 1967
- Заснел Луната: От 6 до 18 август 1967
- Картографиране на Луната и оглеждаща мисия